# Rotundabaloghia unguiseta
Rotundabaloghia unguiseta – gatunek roztocza z kohorty żukowców i rodziny Rotundabaloghiidae.
Gatunek ten został opisany w 1972 roku przez Wernera Hirschmanna jako Uroobovella unguiseta.
Roztocz ten cechuje się ornamentowaną tarczką brzuszną oraz długimi szczecinami sternalnymi.
Gatunek znany z Brazylii.